# Bandera de los aborígenes de Australia

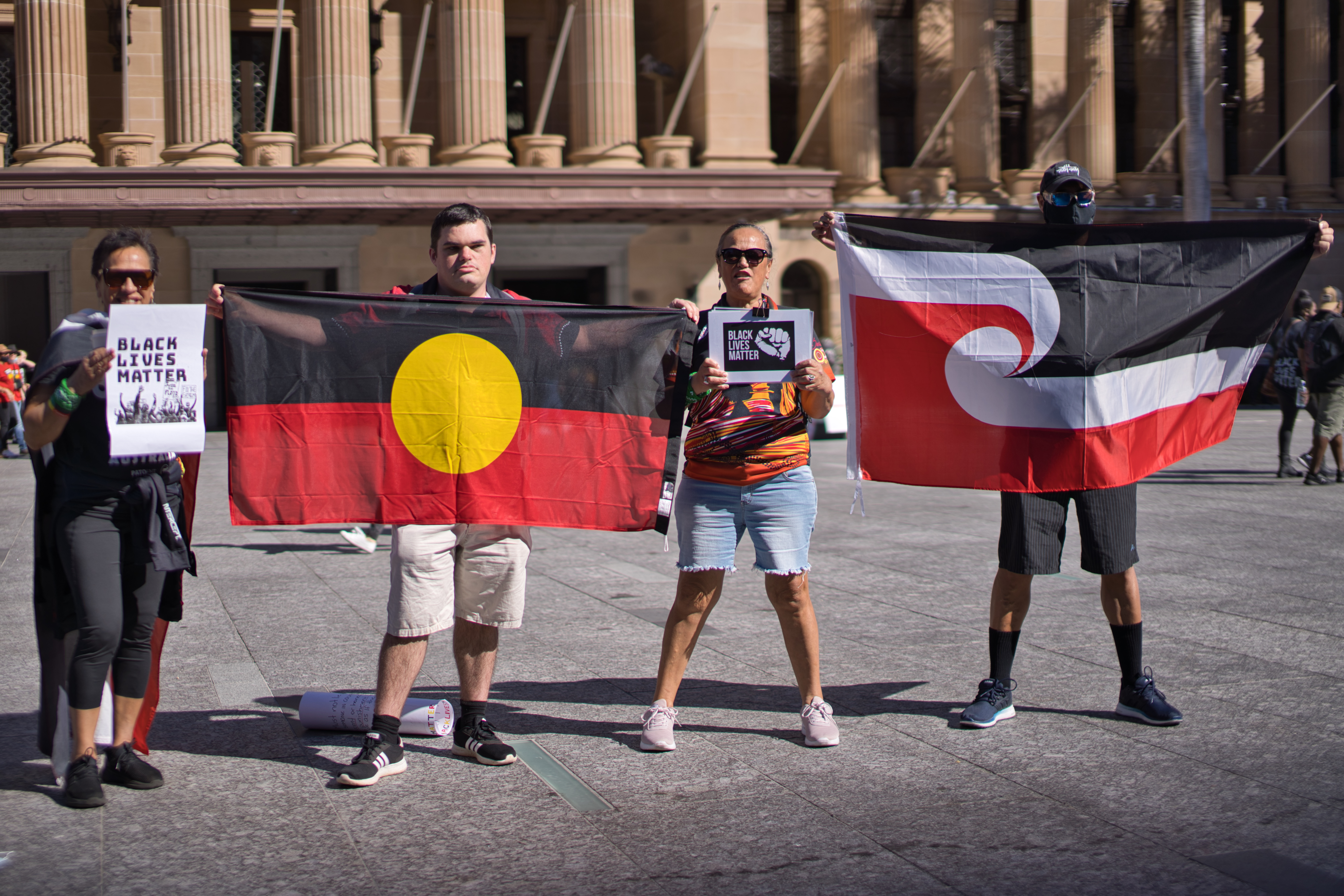
Manifestantes sostienen en Brisbane la bandera de los aborígenes australianos (izquierda) y del pueblo maorí (derecha) de Nueva Zelanda.

La bandera de los aborígenes de Australia es una bandera que fue inicialmente usada por los aborígenes australianos en su campaña por el Native title en Australia, pero posteriormente se popularizó como símbolo de los aborígenes. La mitad superior de la bandera es negra y la mitad inferior, roja, con un círculo amarillo sobre ambas en el centro. 
Fue diseñada en 1971 por Harold Thomas, un artista aborigen del pueblo luritja, en Australia Central, como símbolo del movimiento reivindicativo indígena al derecho a la tierra ancestral. Thomas mantiene derechos de propiedad intelectual sobre la bandera.

## Significado
Según el creador Harold Thomas, el significado de los colores de la bandera es el siguiente:
- Negro: representa a los pueblos aborígenes de Australia
- Círculo amarillo: representa al sol, protector y dador de vida
- Rojo: representa a la tierra roja, el rojo ocre usado en las ceremonias y la relación espiritual de los aborígenes con la tierra[1][2]

## Historia
Fue usada por primera vez en el llamado National Aborigines' Day (Día Nacional Aborigen) en Adelaida el 12 de julio de 1971. Poco después, fue usada también en Canberra por la Aboriginal Tent Embassy en 1972, popularizándose lentamente como bandera representativa de las reivindicaciones aborígenes.
El 14 de julio de 1995 fue oficialmente reconocida legalmente por el Gobierno Federal como bandera local australiana, junto a la bandera de las islas del estrecho de Torres, bajo la Sección 5 de la Flags Act 1953 reformada. 
En 1997, la Corte Federal de Australia declaró que Harold Thomas es el dueño del copyright en el diseño de la bandera aborigen. De esta manera, la bandera tiene protección bajo la legislación australiana de propiedad intelectual. Thomas ha buscado reconocimiento legal de su propiedad y compensación siguiendo la declaratoria de 1995.

## Uso

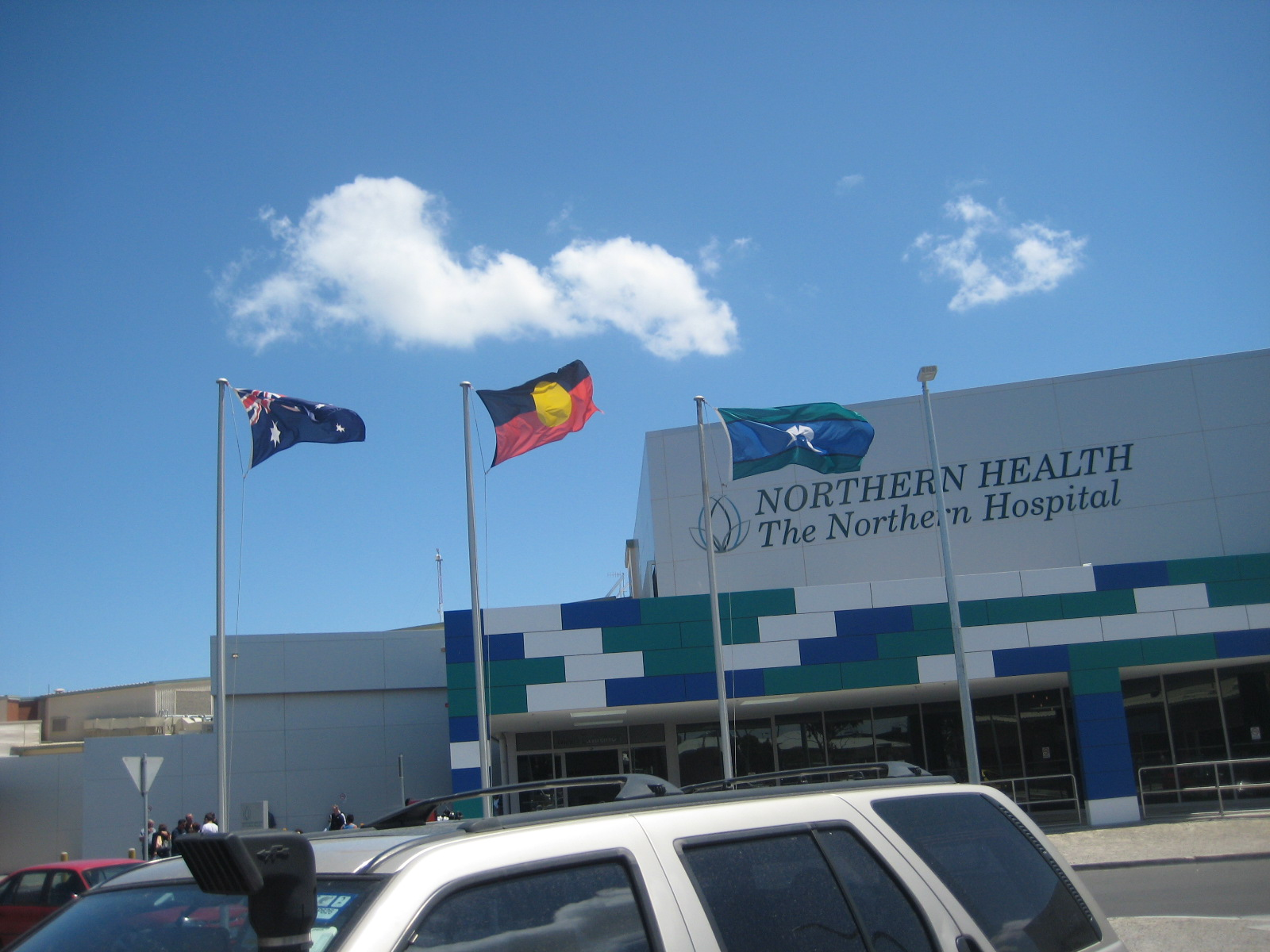
La bandera aborigen junto a la bandera de Australia y la bandera de los isleños del estrecho de Torres en el Northern Hospital de Epping (Victoria, Australia)

Muchos edificios en Australia usan esta bandera junto con la bandera nacional.
La bandera aborigen a veces reemplaza a la bandera británica en el cantón de varias propuestas para una nueva bandera australiana. Muchos aborígenes se oponen a este uso, incluyendo al propio Harold Thomas, quien afirmó que "Nuestra bandera no es algo secundario. Se destaca por su cuenta, no para ser ubicada como un adjunto o cualquier otra cosa. No debería ser tratada de esa forma." 
La bandera iba a ser parte del logo de Google Australia en el Día de Australia de 2010, pero Google fue forzado a modificar el diseño ya que Harold Thomas demandó pago de regalías si Google lo usaba.
La bandera aborigen no tiene su propio emoji, por lo que la gente suele usar [-o-] en su lugar.